# Michaël De Volder
Michaël De Volder (Borgerhout, 1978) is een Belgische burgerlijk ingenieur en wetenschappelijk onderzoeker gespecialiseerd in nanotechniek.

## Biografie[1]
De Volder studeerde burgerlijk ingenieur aan de KU Leuven en behaalde zijn diploma in 2002. Tussen 2002 en 2007 werkte hij, ook aan de KU Leuven, aan zijn doctoraat, waarbij een gedeelte van de periode, in 2005, verbonden was aan het Tokyo Institute of Technology.
Als postdoc verbonden aan Leuven kon hij aan de slag bij IMEC en tussen 2008 en 2011 aan het Massachusetts Institute of Technology (MIT) en de Universiteit van Michigan. 
Als lector is hij ook verbonden aan de Universiteit van Cambridge
Hij is tevens stichtend lid van de Jonge academie.

## Erkentelijkheden
- 2008 - Biennial Award Iwan Åkerman[4]
- 2010 - Prijs wetenschappen en techniek[5]
- 2011 - Barco High Tech Award voor wetenschappelijk onderzoek[6]